# Seminário São José
O Seminário São José é um tradicional estabelecimento de ensino religioso que existe na cidade do Rio de Janeiro, no Brasil.
Destina-se à formação teológica e filosófica de rapazes e à formação de sacerdotes. Nele estudaram diversas personalidades da vida pública brasileira.

## História

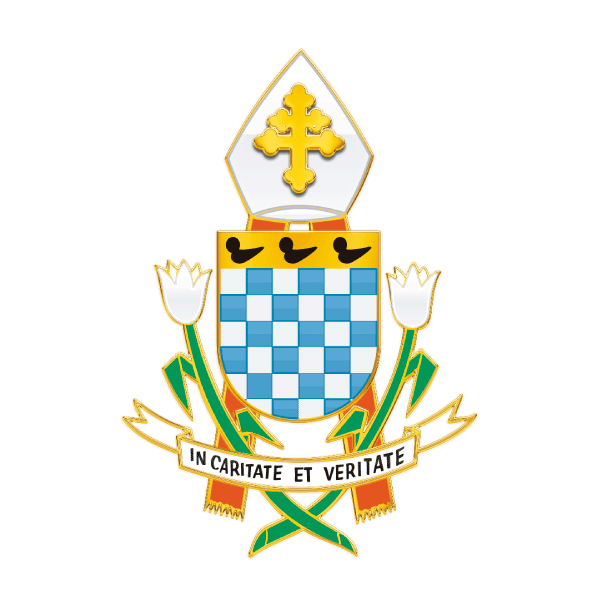
Brasão do Seminário São José, composto de elementos do brasão do fundador, D. Antônio de Guadalupe, e do de D. Sebastião Leme, que o reabriu em 1924. Embaixo, o lema do Seminário em Latim: "In caritate et veritate", "Na caridade e na verdade".

Foi fundado em 5 de setembro de 1739, por Dom Frei Antônio de Guadalupe, iniciando-se a construção do prédio a partir dessa data, numa grande chácara no morro do Castelo, nos fundos da Capela de Nossa Senhora da Ajuda, adquirida pela Diocese pelo valor de dois mil Cruzados, ao alferes Manuel Pereira. Por essa razão, o logradouro público passaria a ser denominado pela população como Ladeira do Seminário, constituindo-se em uma das três vias de acesso ao cume do monte.
Em 3 de maio de 1740 Dom Guadalupe deu os Estatutos ao Seminário, posteriormente reformados pelos diversos prelados que o sucederam na administração.
Para o sustento do estabelecimento, o prelado destinou perpetuamente ao Seminário o rendimento dos bens pertencentes ao patrimônio da Capela de Nossa Senhora do Desterro, compostos por várias casas de moradia e dinheiro a juros.
A administração do Seminário esteve sempre entregue aos sacerdotes da Diocese até abril de 1869, quando o bispo Dom Pedro Maria de Lacerda, instado pelas circunstâncias, o colocou sob a direção dos Padres da Congregação da Missão de São Vicente de Paulo.
Em 1873 o mesmo Dom Pedro Maria Lacerda separou o seminário maior do menor, e passou este último para o Rio Comprido. 
Em 1891, Dom José Pereira da Silva Barros, bispo do Rio de Janeiro, uniu os dois seminários e os estabeleceu definitivamente no Rio Comprido, trocando a Chácara da Mitra pelo antigo Seminário. 
Em 1901 a administração do Seminário retornou aos sacerdotes do clero diocesano carioca.
Em 1904, o antigo edifício na Ladeira do Seminário, no morro do Castelo, foi demolido por motivos das obras de modernização da cidade e abertura da Avenida Central. A propriedade estava então situada nos fundos dos prédios da Biblioteca Nacional do Rio de Janeiro e do Supremo Tribunal Federal.
Em 1907 o Seminário esteve provisoriamente instalado no Palácio da Conceição, antiga residência episcopal, no morro da Conceição. No ano seguinte, os alunos foram enviados para o Seminário Provincial de São Paulo e para o Colégio Pio Latino-Americano. Foi reaberto em 1924 pelo então arcebispo coadjutor, D. Sebastião Leme, inicialmente na Ilha de Paquetá, retornando, posteriormente, para o Rio Comprido.
Lecionaram no Seminário figuras como Fr. Francisco do Monte Alverne, Carlos de Laet e Mons. Maurílio Teixeira-Leite Penido. 

## Atualidade
Atualmente com a denominação Seminário Arquidiocesano São José, está instalado em prédio moderno e localizado no bairro do Rio Comprido, Rio de Janeiro.

## Ex-seminaristas
- Pe. Joaquim Gomes de Oliveira e Paiva (Arcipreste Paiva)
- Carlos Heitor Cony
- Antônio Carlos Villaça
- Jorge Ben Jor